# Filotes (militar 335 aC)
Filotes (en llatí Philotas, en grec antic Φιλώτας) fou un militar macedoni, que tenia el comandament de la guarnició de Cadmea a Tebes quan la ciutat es va revoltar contra el rei macedoni Alexandre el Gran l'any 335 aC.
Bloquejat a la ciutadella i assetjat pels tebans, va aconseguir mantenir la posició fins a l'arribada del rei amb un exèrcit, i la conquesta de la ciutat, a la que va contribuir amb una victoriosa sortida des de la ciutadella, segons diu Diodor de Sicília.